# Messelský důl
Messelský důl (německy Grube Messel) je paleontologická lokalita (lagerstätte) nedaleko německé vesnice Messel (vládní obvod Darmstadt, spolková země Hesensko). Díky svému významu pro poznání vývoje života bylo území o rozloze 0,7 km² zapsáno na seznam Světového dědictví UNESCO.

## Historie
V roce 1859 zde byla objevena ložiska železné rudy, později se těžilo hnědé uhlí a ropné břidlice. V roce 1876 došlo k nálezu první fosilie diplocynodona (původně nazvaného Crocodilus ebertsi) a v roce 1898 napsal Ernst Wittich o této lokalitě disertační práci. K systematickému výzkumu však mohlo dojít až poté, co byla v roce 1971 těžba ukončena jako nerentabilní. Původně zde bylo naplánováno zřízení skládky, o záchranu místa pro vědecké využití se zasadil hesenský ministr životního prostředí Joschka Fischer, na jehož počest byl místní vyhynulý druh hada nazván Palaeopython fischeri.

## Význam
Messelský důl je nejvýznamnějším světovým nalezištěm fauny a flóry z období eocénu. Při sopečném výbuchu před zhruba padesáti miliony lety zde vznikl maar. Mezi druhy, jejichž pozůstatky byly v dole objeveny,  patří had Eoconstrictor, dále savci Leptictidium, Kopidodon, předchůdci koní Eurohippus a Propalaeotherium, sudokopytník Messelobunodon, šelma Lesmesodon, primát Darwinius, Eurotamandua příbuzná luskounům, ptáci Messelornis cristata, Gastornis a Palaeotis, recentním krokodýlům příbuzný Asiatosuchus, želva Allaeochelys crassesculpta, ryba Amphiperca nebo gigantičtí mravenci Titanomyrma. 
V roce 2010 vyrostla v blízkosti dolu moderní budova návštěvnického centra, ročně sem zavítá okolo čtyřiceti tisíc osob. Většina zdejších vykopávek je uložena v Senckenbergově muzeu ve Frankfurtu.

## Fotogalerie

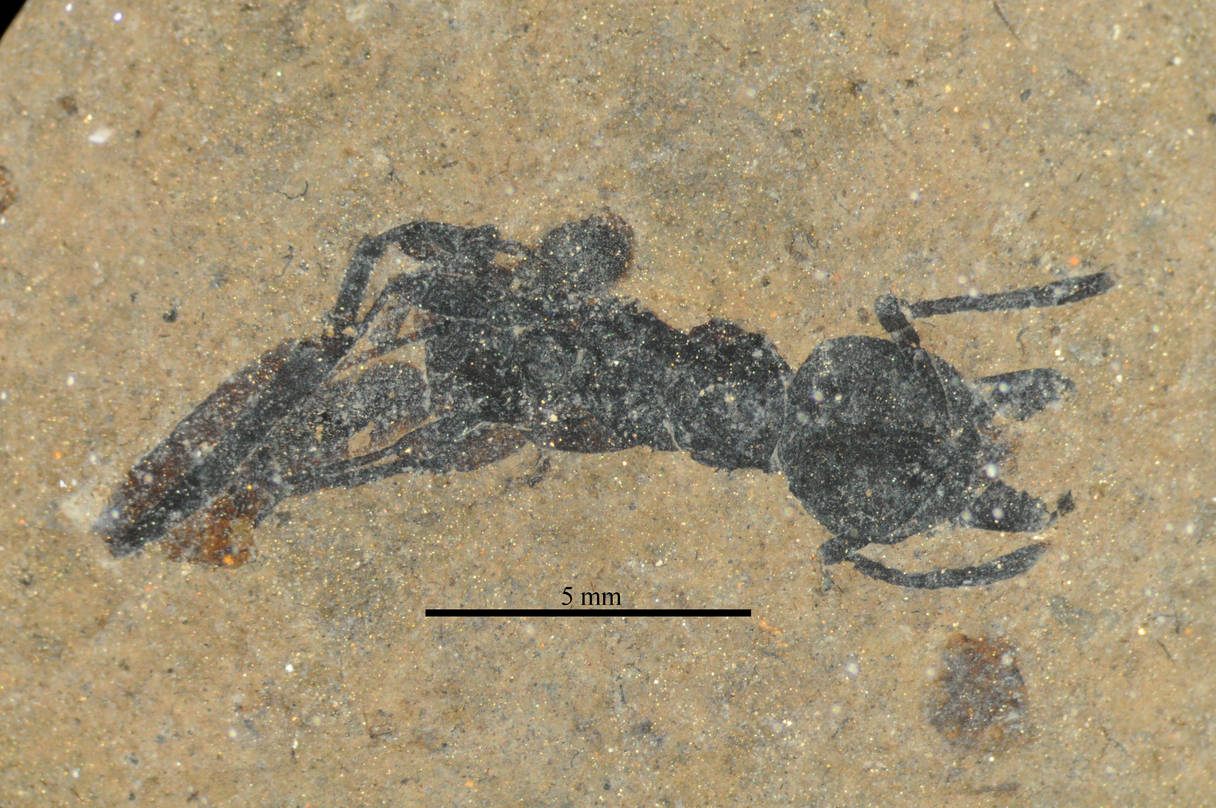
Pachycondyla lutzi
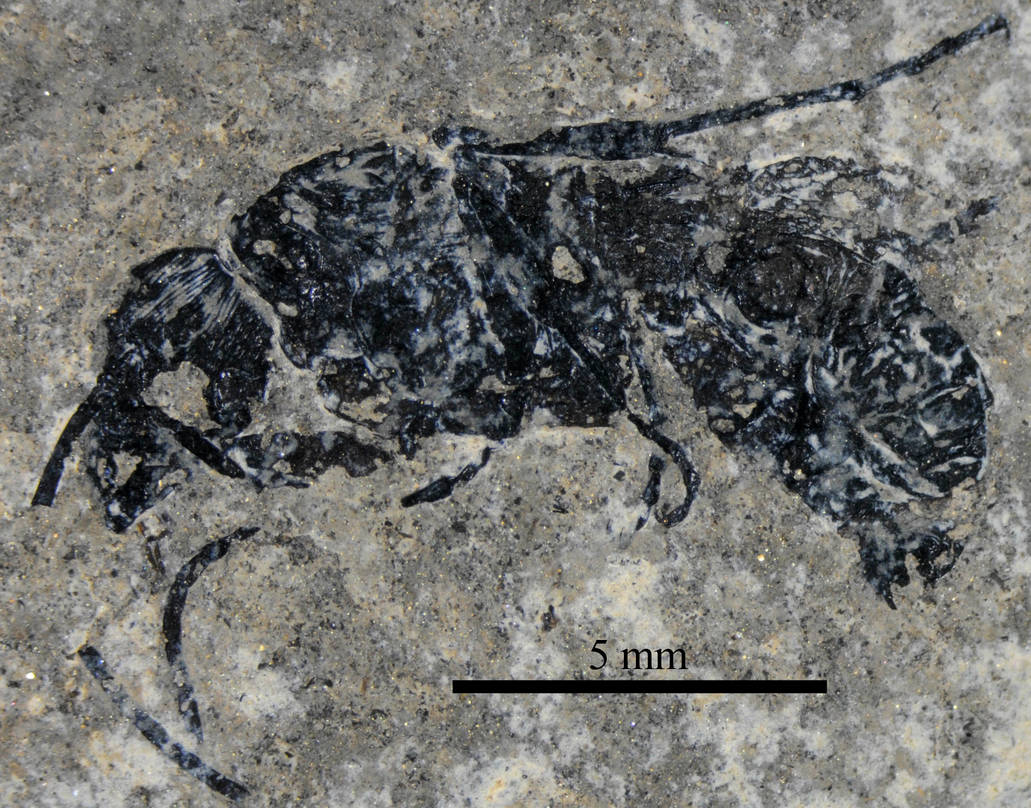
Pseudectatomma striatula
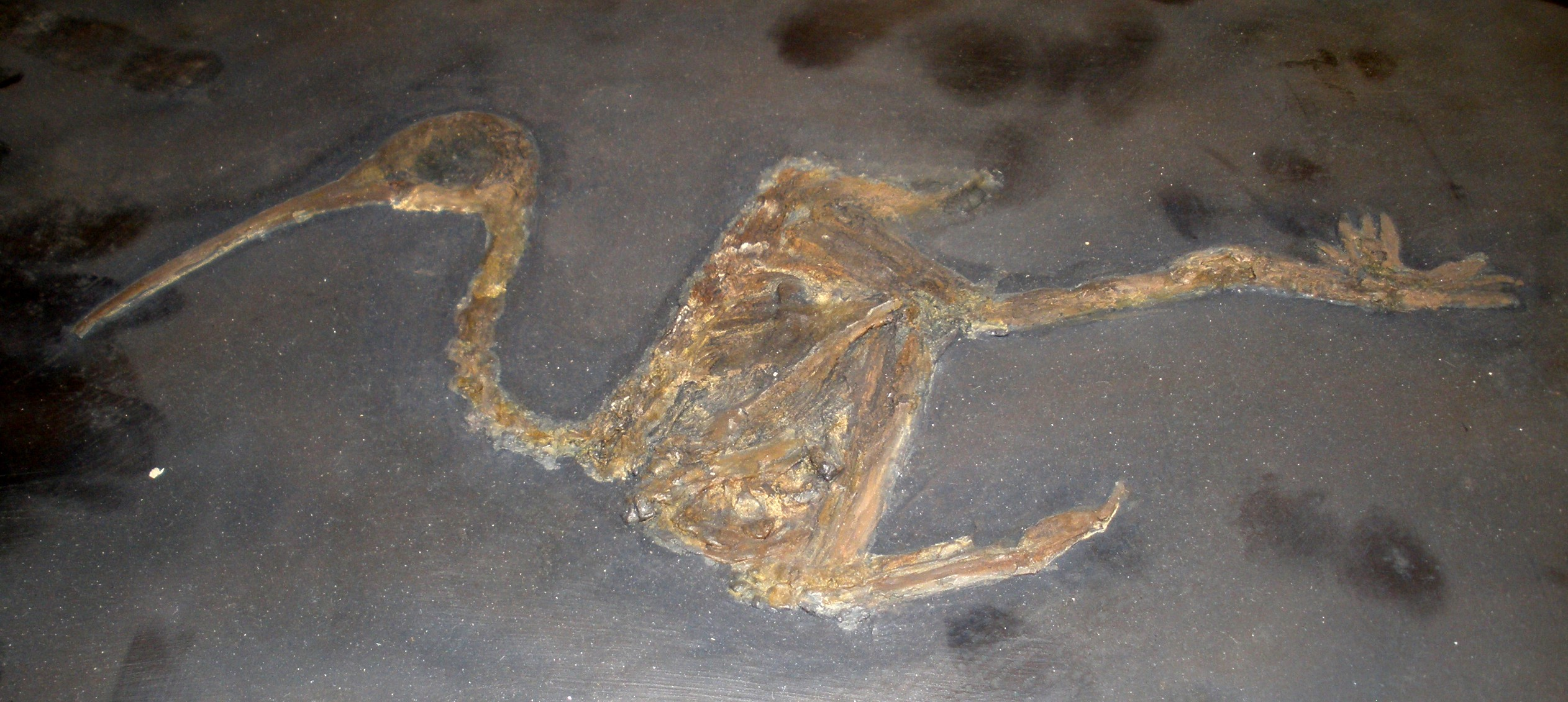
Rhynchaeites messelensis
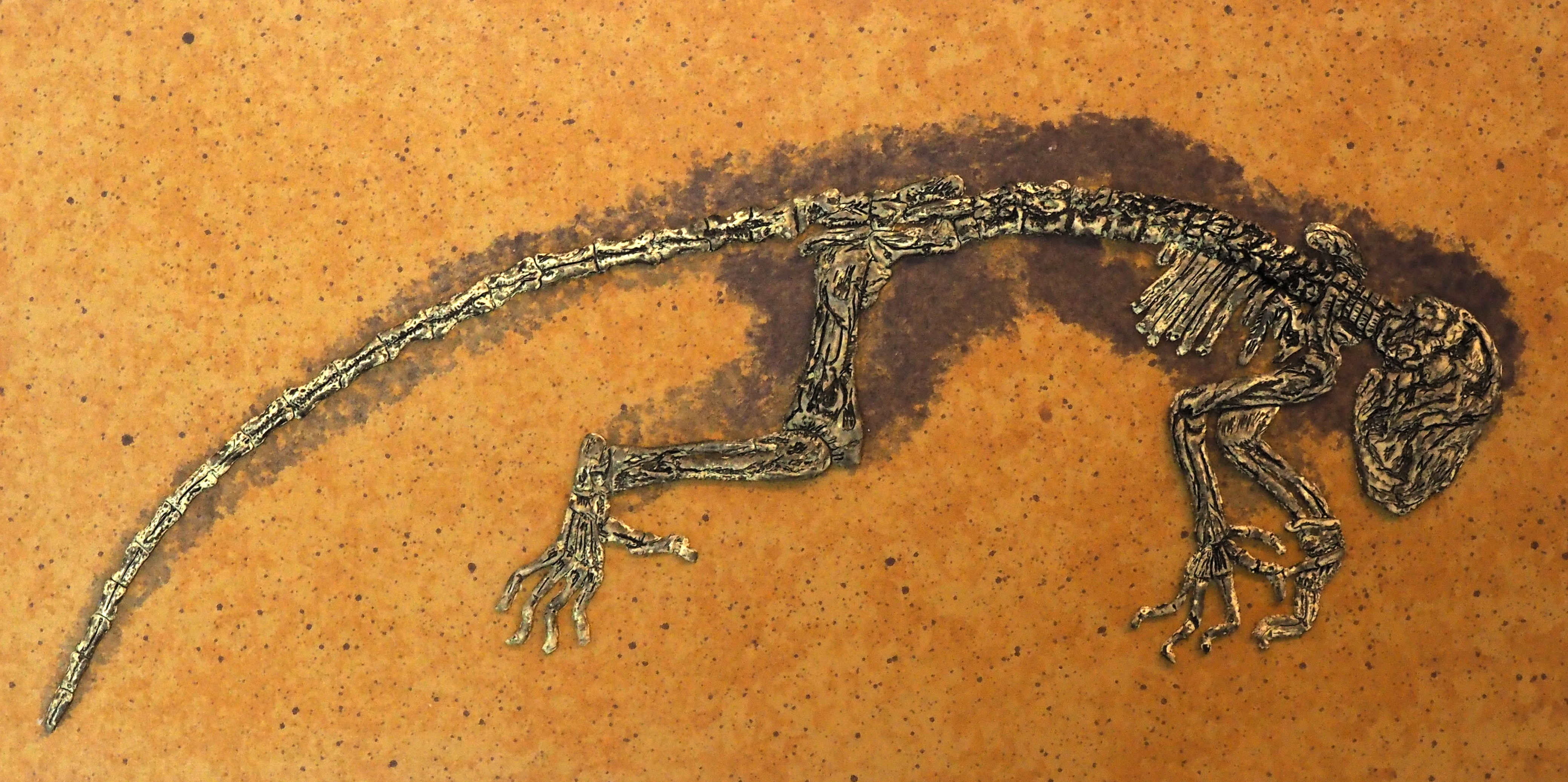
Darwinius masillae